# Tiña de la mano
La tiña de la mano es una dermatofitosis afecta a las plantas y palmas de las manos, es causada por especies del género Trichophyton (T. rubrum, 80%; T. mentagrophytes, 15%). Es una enfermedad cosmopólita causada por autoinoculación en individuos con tinea pedis y puede formar parte del síndrome dos pies, una mano caracterizado por la presencia de tiña en ambos pies y una mano. Presenta un inicio vesicular-eritematoso en las palmas que al romperse dan placas eritemo-escamosas.
Entre el diagnóstico diferencial de Tinea manuum encontramos: candidiasis, psoriasis, liquen plano, queratólisis punctata palmar.